# Altea (gènere)
Althaea és un gènere botànic de la família de les malvàcies.

## Particularitats
El gènere inclou plantes com el malví que es troben en zones d'aiguamolls i a la vora dels rius. Algunes espècies són de fulla comestible. La rel s'utilitzava a l'antic Egipte com a remei per irritacions de la gorja.

## Taxonomia
- Althaea armeniaca
- Althaea broussonetiifolia[2]
- Althaea cannabina - malví canemer
- Althaea hirsuta - malví pelut
- Althaea longifolia
- Althaea ludwigii
- Althaea narbonensis
- Althaea officinalis - malví, fregador